# チミティーレ
チミティーレ（イタリア語: Cimitile）は、イタリア共和国カンパニア州ナポリ県にある、人口約7,200人の基礎自治体（コムーネ）。

## 地理

### 位置・広がり
ナポリ県北東部のコムーネ。県都ナポリから東北東へ24kmの距離にある。

#### 隣接コムーネ
隣接するコムーネは以下の通り。
- カンポザーノ
- カザマルチャーノ
- コミツィアーノ
- ノーラ